# TVR Griffith 400
La TVR Griffith Series 400 est une voiture coupé sport deux portes produite par Griffith Motor Company à Plainview, New York (concessionnaire Ford à Plainview/Hicksville, NY, Long Island), entre 1964 et 1967. Ce modèle succédait à la Griffith 200. 

## Conception
Par rapport au modèle précédent la voiture recevait plusieurs améliorations notables dont un meilleur refroidissement, grâce à un radiateur de plus grande capacité associé à deux ventilateurs électriques, et une suspension arrière redessinée. La partie arrière de la carrosserie redessinée offrait également une meilleure visibilité par rapport au modèle précédent. Les feux arrière ronds provenaient de la Ford Cortina Mk I. 
La Griffith 400 recevait le plus puissant des moteurs V8 Ford, le 289 'HiPo' Windsor. Ce moteur qui était disponible en option sur la version 200 produisait 271 hp (275 ch). La Griffith 400 pesait un peu plus que la série 200 principalement en raison du nouveau différentiel indépendant Salisbury. Celui-ci permettait un rapport de démultiplication plus grand qui conférait à la 400 une vitesse maximale plus élevée. 
Grantura Ltd of England conçu une suspension indépendante pour TVR, qui équipa les Griffith 200 et 400. La Griffith 400 était alors dotée de suspensions indépendantes à la pointe de la technologie avec doubles triangles de suspension aux quatre coins de la voiture. La 400 pesait beaucoup moins que sa concurrente contemporaine, l'AC Cobra, ce qui en faisait une voiture de course très performante. 
Alors que les voitures de la série 400 étaient fabriquées au début de l'année 1965, toute la côte est des États-Unis fut paralysée par une grève prolongée des dockers. Cela perturba non seulement l'approvisionnement des carrosseries de la série 400 expédiées par TVR depuis Blackpool, au Royaume-Uni, mais retarda également l'expédition des carrosseries de la dernière série 600. Frank Reisner, dont la carrosserie Intermeccanica à Turin, en Italie, construisait la nouvelle Griffith en acier, ne fut pas non plus autorisé à faire expédier les carrosseries. Jack Griffith tenta même d'amener ses voitures au public en faisant transporter les carrosseries par avion. 
Au total seuls 59 exemplaires de la Griffith 400 furent produits. 
La société Griffith Motor Company fut dissoute après avoir produit 10 600 exemplaires de voitures sur la chaîne de montage de Plainview. 